# Liste der Naturdenkmale in Bürstadt
Die Liste der Naturdenkmale in Bürstadt nennt die im Gebiet der Stadt Bürstadt im Landkreis Bergstraße in Hessen gelegenen Naturdenkmale.

## Liste
| Bild            | Bezeichnung                                | Ortsteil, Lage                                             | Beschreibung                                                                              | Art              | Nr.      |
| --------------- | ------------------------------------------ | ---------------------------------------------------------- | ----------------------------------------------------------------------------------------- | ---------------- | -------- |
| Fotos hochladen | Hirschzungenfarn (Phyllitis scolopendrium) | Bürstadt, Nibelungenstraße 21 49° 38′ 26″ N, 8° 27′ 5,7″ O | In Brunnenfassung. Schutzgrund ist die Seltenheit an diesem Standort.                     | Hirschzungenfarn | 431.5-21 |
| Fotos hochladen | Maulbeerbaum (Morus nigra)                 | Bürstadt 49° 38′ 49,3″ N, 8° 27′ 18″ O                     | Bürstadter Friedhof. Schutzgrund ist die ungewöhnliche Größe und Formschönheit der Krone. | Maulbeerbaum     | 431.5-23 |